# Лычкин, Вячеслав Степанович
Вячесла́в Степа́нович Лы́чкин (азерб. Vyaçeslav Stepan oğlu Lıçkin; 30 сентября, 1973, Баку, Азербайджанская ССР, СССР) — азербайджанский футболист. Выступал за сборную Азербайджана.

## Биография
Воспитанник азербайджанского футбола. В 1989—1991 играл в клубе Второй и Второй низшей лиги «МЦОП-Термист». В 1991 провел 3 игры за «Нефтчи» в Первой лиге СССР.
В 1992—1994 играл в российских командах «Динамо» (Ставрополь), «Нарт» (Черкесск), «Анжи».
В 1995—1996 играл за бакинский «Нефтчи». По собственному признанию, это был лучший сезон в его карьере.
В начале сезона 1996/97 играл в турецком «Трабзонспоре». Однако зарубежная карьера не задалась и он вскоре вернулся домой. В 1997, с помощью своего менеджера Айвара Похлака, перешёл в финский клуб ТПС, где сразу стал игроком основы.
Вторую половину 1998 года играл за клуб высшего дивизиона России «Тюмень», куда ему помог устроиться партнер по сборной и экс-игрок «Тюмени» Ариф Асадов. В новой команде провел 11 матчей и забил 4 мяча, но этому не спасло клуб от вылета в первый дивизион.
В начале 1999 провел 2 тренировочных сбора в московском «Спартаке», однако команде, в итоге, не подошёл. Вскоре после этого заключил соглашение с «Торпедо-ЗИЛ». Летом 1999 перешёл в «Кристалл» (Смоленск), где его ещё с начала года ждал экс-тренер «Тюмени» Александр Игнатенко.
В 2000 году заключил годовой контракт с петербургским «Локомотивом». Однако в команде не задержался и в середине сезона покинул её. В 2001 стал игроком «Динамо» (СПб).
В начале 2002 числился в составе ФК «Кондопога», команде КФК.
В период с 2002 по 2004 играл в командах «Спартак» (Луховицы), «Газовик-Газпром», «Видное».
В 2005 перешёл в клуб «Хазар-Ленкорань».
В 2006—2007 выступал в составе «Интера» (Баку). В сезоне 2007/08 играл за загатальский «Симург».
В настоящее время проживает в Санкт-Петербурге. Работает в василеостровском филиале ФК «Зенит», тренирует детей младшего возраста, а также работает учителем в школе.
Играл за сборную Азербайджана. Провел 45 матчей, забил 4 мяча.

## Достижения
- Победитель азербайджанской премьер-лиги 1998
- Серебряный призёр азербайджанской премьер-лиги 2005

## Семья
Женат, имеет двух дочерей